# معرفی برخی گونه‌های مهم مرتعی مناسب برای توسعه و اصلاح مراتع ایران
معرفی برخی گونه‌های مهم مرتعی مناسب برای توسعه و اصلاح مراتع ایران کتابی از جواد مقیمی است که در سال ۱۳۸۴ منتشر و در مراسم کتاب سال جمهوری اسلامی ایران به‌عنوان کتاب برگزیده معرفی شد.